# Apocephalus feeneri
Apocephalus feeneri är en tvåvingeart som beskrevs av Ronald Henry Lambert Disney 1982. Apocephalus feeneri ingår i släktet Apocephalus och familjen puckelflugor.
Artens utbredningsområde är Texas. Inga underarter finns listade i Catalogue of Life.